# OEC Taipei WTA Challenger 2015
L'OEC Taipei WTA Challenger 2015 (precedentemente noto come OEC Taipei Ladies Open) è stato un torneo professionistico di tennis femminile giocato sul sintetico indoor. È stata la 8ª edizione del torneo, che fa parte del WTA Challenger Tour 2015. Si è giocato a Taipei in Taiwan dal 16 al 22 novembre 2015.

## Partecipanti

### Teste di serie
| Nazionalità | Giocatrice         | Ranking* | Testa di serie |
| ----------- | ------------------ | -------- | -------------- |
| Giappone    | Misaki Doi         | 60       | 1              |
| Kazakistan  | Jaroslava Švedova  | 82       | 2              |
| Russia      | Evgenija Rodina    | 84       | 3              |
| Ungheria    | Tímea Babos        | 85       | 4              |
| Belgio      | Kirsten Flipkens   | 93       | 5              |
| Romania     | Patricia Maria Țig | 115      | 6              |
| Svizzera    | Stefanie Vögele    | 122      | 7              |
| Cina        | Wang Yafan         | 135      | 8              |

* Ranking al 9 novembre 2015.

### Altre partecipanti
Giocatrici che hanno ricevuto una wild card:
- Chan Chin-wei
- Cho I-hsuan
- Hsu Chieh-yu
- Hsu Ching-wen

Giocatrici che sono passate dalle qualificazioni:
- Hiroko Kuwata
- Nicha Lertpitaksinchai
- Tena Lukas
- Kotomi Takahata

## Campionesse

### Singolare
Tímea Babos ha sconfitto  Misaki Doi per 7-5, 6-3.

### Doppio
Kanae Hisami e  Kotomi Takahata hanno sconfitto  Marina Mel'nikova e  Elise Mertens per 6-1, 6-2.